# Bácsalmási kistérség
A Bácsalmási kistérség egy kistérség volt Bács-Kiskun megyében Bácsalmás központtal. 2013. január 1-jétől szerepét az újjáalakuló Bácsalmási járás vette át.

## Települései
| Bácsalmás | Bácsszőlős | Csikéria | Katymár   | Kunbaja |
| Madaras   | Mátételke  | Tataháza | Bácsbokod |         |